# André Roanne
André Roanne (* 22. September 1896 in Paris; † 4. September 1959 in Cannes, Frankreich) war ein französischer Filmschauspieler.

## Leben und Wirken
Über André Roannes Herkunft und Werdegang ist derzeit nichts bekannt. Bereits mit 18 Jahren stieß er zur französischen Kinematographie und spielte zu Beginn des Ersten Weltkriegs zunächst in Kurzfilmen mit, ehe er 1916 zum Militärdienst eingezogen wurde. Fünf Jahre darauf kehrte der Schauspieler vor die Kamera zurück. Seit es ab 1925 infolge einer allgemeinen deutsch-französischen Annäherung auch im Filmgeschäft zu deutsch-französischen Kooperationen kam, wurde Roanne für eine Reihe von großen Nebenrollen für späte deutsche, künstlerisch jedoch nicht sonderlich bedeutsame Stummfilme – Ausnahme: G. W. Pabsts Meisterwerk Tagebuch einer Verlorenen – nach Berlin geholt. Das Aufkommen des Tonfilms beendete André Roannes Auslandstätigkeit, und er kehrte nach Paris zurück.
In frühen Tonfilmen Anfang der Jahre 1931 und 1932 wirkte Roanne zunächst vor allem mit Hauptrollen in französischen Fassungen deutscher Originale (u. a. Das Lied der Nationen, Meine Cousine aus Warschau, Gloria, Nie wieder Liebe, Baby etc.) mit. Er blieb bis Kriegsausbruch 1939 gut im Geschäft, wenngleich er kaum Rollen in überdurchschnittlichen Produktionen ergattern konnte. In der Besatzungszeit (1940 bis 1944) blieb André Roanne filmisch nahezu beschäftigungslos, dokumentiert ist lediglich 1943 eine Tätigkeit als Regieassistent und Filmeditor. In seinem letzten Lebensjahrzehnt wurde Roanne zwar wieder mehrfach besetzt, doch kamen seine Auftritte jetzt kaum mehr über das Chargenformat hinaus. Nach rund einhundert Filmen beendete André Roanne 1957 seine Laufbahn. Nur zwei Jahre später starb er.

## Filmografie
- 1914: Le Fils de la divette
- 1915: Madame Fleur-de-Neige
- 1915: Le Même sang
- 1915: En musique
- 1916: Le pied qui étreint
- 1916: Monsieur Pinson policier
- 1916: Têtes de femmes, femmes de tête
- 1921: L’Ombre déchirée
- 1921: Hantise
- 1921: Die Herrin von Atlantis (L’Atlantide)
- 1922: L’Évasion
- 1922: Maman Pierre
- 1923: Tote
- 1923: Les Opprimés
- 1923: Die Veilchen der Kaiserin (Violettes impériales)
- 1925: La Terre promise
- 1926: Die Königin vom Moulin Rouge
- 1926: Fräulein Josette – meine Frau
- 1926: Parkettsessel 47
- 1927: La Petite Chocolatière
- 1927: Der goldene Abgrund
- 1927: Der Sprung ins Glück
- 1928: La Femme du voisin
- 1928: Dolly
- 1929: Tagebuch einer Verlorenen
- 1929: Sündig und süß
- 1929: Vénus
- 1929: Frauen am Abgrund
- 1929: Die Kaviarprinzessin
- 1930: Accusée, levez-vous !
- 1930: Quand nous étions deux
- 1931: Ma cousine de Varsovie
- 1931: Calais-Douvres
- 1931: Gloria
- 1932: Le Triangle de feu
- 1932: Grains de beauté
- 1932: L’Amour en vitesse
- 1932: Cognasse
- 1932: Baby
- 1933: Pour être aimé
- 1933: Le Coq du régiment
- 1934: Paris-Deauville
- 1934: L’Aristo
- 1934: Une nuit de folies
- 1935: Quelle drôle de gosse
- 1935: Un soir de bombe
- 1936: Jeunes Filles de Paris
- 1936: Les Demi-vierges
- 1937: Gigolette
- 1937: Police mondaine
- 1938: Petite Peste
- 1938: Café de Paris
- 1938: Gibraltar
- 1939: Entente cordiale
- 1939: Mädchenhändler (Pièges)
- 1943: Finance noire (nur Schnitt und Regieassistenz)
- 1946: Zur roten Laterne (Macadam)
- 1951: In gewissen Nächten (Boniface somnambule)
- 1953: Mamsell Nitouche (Mam’zelle Nitouche)
- 1954: Die sich verkaufen (Les Clandestines)
- 1955: Napoleon (Napoléon)
- 1955: Si Paris nous était conté
- 1956: Les Indiscrètes
- 1957: Der Weg zur Schande (Une manche et la belle)